# Клуни, Ник
Николас Джозеф «Ник» Клуни (англ. Nicholas Joseph "Nick" Clooney; род. 13 января 1934 года) — американский журналист и телеведущий. Младший брат певицы Розмари Клуни и отец актёра, режиссёра и продюсера Джорджа Клуни. Трёхкратный номинант на Daytime Emmy Awards (1997, 1998, 1999).

## Биография
Клуни родился в Мейсвилле, штат Кентукки. Сын Мари Фрэнсис (урожденная Гилфойл, 1904—1972) и Эндрю Джозефа Клуни (1902—1974). Он был одним из пяти детей в семье. Его отец был ирландского и немецкого происхождения, а мать имела в родословной англичан и ирландцев. Будучи капралом в армии США, он был диск-жокеем в сети американских войск в Германии, где проходили шоу «Музыка в воздухе» и «Мелодия в пути».
Затем он переехал в Калифорнию, чтобы попробовать себя в шоу-бизнесе. Когда это не получилось, Клуни перебрался в Огайо, где встретил Нину Уоррен, она была участницей конкурса красоты, который Ник оценивал. Они поженились в августе 1959. Кроме сына Джорджа, у Ника и Нины Клуни есть дочь по имени Аделия (известная как Ада).

### Карьера
В 1960-е годы Клуни провёл пять лет в качестве ведущего новостей на WKYT-TV в Лексингтоне, штат Кентукки, а затем отправился в Огайо, чтобы вести собственное телешоу The Nick Clooney Show, сначала в Колумбусе, штат Огайо, для телевидения WLWC В 1968 году, затем для WCPO-TV Цинциннати в 1969 году и, наконец, с наибольшим успехом на конкурирующим WKRC-TV в начале 1970-х годов. Шоу Ника Клуни было местным утренним шоу, с разнообразием тем и форматом ток-шоу. В декабре 1974 года он получил свою первую национальную славу, организовав недолгосрочное игровое шоу ABC Day The Money Maze.
После того, как ABC отменила The Money Maze 4 июля 1975 года, Клуни вернулся на WKRC-TV и стал директором новостей и ведущим лицом станции. Под его руководством WKRC-TV стал твердым № 1 в местных рейтингах новостей, свергнув филиал WBC-TV CBS, который контролировал рейтинги более двух десятилетий под руководством Эла Шоттелькотта.
После ухода из WKRC в 1984 году, Клуни работал в Лос-Анджелесе, штат Калифорния, в качестве соведущего пяти- и одиннадцатичасовых в KNBC, а затем несколько лет переезжал в Солт-Лейк-Сити в штате Юта, чтобы вести вечерние новости вновь созданной KSTU, филиала Fox. Он вернулся на WKRC-TV в конце 1980-х, но к тому времени номером один в позднем выпуске новостей был бывший мэр Цинциннати Джерри Спрингер. Клуни не смог вернуть WKRC к лидерству в рейтингах, которым они пользовались в прошлом.
Ник Клуни появился в печатных СМИ в 1989 году с колонкой в "Цинциннати пост", а затем в 1994 году, после короткого пребывания в качестве новостной звезды для филиала NBC WGRZ-TV в Буффало, Нью-Йорк, стал работать на национальном телевидении в роли кабельного канала American Movie Classics, где он представлял классические фильмы США с Бобби Дорианом. В 1999 году он вернулся на прежнюю работу радио WSAI в Цинциннати, начиная с 13 сентября.

### Политическая карьера
Он представлял Демократическую партию США на выборах 2004 года за место в Палате представителей. Клуни баллотировался от 4-го округа Кентукки. Его противником был республиканец Джефф Дэвис. Клуни заменил однопартийца Кена Лукаса, ушедшего на пенсию. С его одобрением и телевизионной популярностью самого Ника он рассматривался как фаворит гонки.
В начале 2004 года Дэвис пошёл в наступление. Когда национальные СМИ начали сообщать о предвыборной борьбе (из-за его знаменитого сына Джорджа Клуни), местная и региональная пресса начала использовать фразу Heartland vs. Hollywood для описания гонки. Лидерство Клуни начало исчезать, и ему нанесли удар, когда и The Kentucky Enquirer, и Community Press поддержали Дэвиса.
Клуни набрал 44 % (имея ранее свыше 54 %). Во время своей концессионной речи он сказал, что его короткая карьера в политике закончилась. Он вернулся к написанию колонки для «Цинциннати Пост» три раза в неделю, охватывая широкий круг тем, до тех пор, пока в конце 2007 года издание не прекратило свою работу.
В 2006 году Клуни и его сын Джордж отправились в Дарфур, Судан, и сняли документальный фильм «Путешествие в Дарфур», который транслировался по американскому кабельному телевидению, а также в Великобритании и Франции. В 2008 году он был выпущен на DVD, а выручка от его продажи была передана в Международный комитет спасения, чтобы помочь людям в Дарфуре..
Клуни стал популярным активистом в Дарфуре. Он сделал несколько открытых форумов и выступлений в местных средних школах штата Огайо и Кентукки и принимал участие в различных митингах для помощи региону. 16 марта 2007 года, после митинга в Дарфуре, Клуни был награждён почетным дипломом в средней школе Сент-Ксавье, средней школе, в которой он учился в Цинциннати, а затем переехал в Калифорнию. 11 октября 2007 года Клуни посетил среднюю школу Турпин в Цинциннати, чтобы поговорить со студентами о Дарфуре. Университет Кентукки объявил, что он представит ему почётную степень в 2007 году.

### Кино
В 2014 году Ник Клуни появился в «Охотниках за сокровищами», режиссёром которого был его сын Джордж Клуни, сыгравший одного из ведущих персонажей — Фрэнка Стоукса. Ник Клуни сыграл Фрэнка в старости, посетившего Брюгге через много лет, чтобы увидеть Мадонну, которая была одним из многих сокровищ, спасённых его отрядом.